# Isopterygium vineale
Isopterygium vineale är en bladmossart som beskrevs av Edwin Bunting Bartram 1933. Isopterygium vineale ingår i släktet Isopterygium och familjen Hypnaceae. Inga underarter finns listade i Catalogue of Life.